# Karl Maria Coudenhove
Karl Maria hrabě Coudenhove (8. února 1855 Vídeň – 8. února 1913 Merano) byl rakousko-uherský státní úředník a politik. V letech 1894–1896 zastával úřad zemského prezidenta ve Slezsku. V letech 1896–1911 byl místodržitelem v Čechách. Později byl posledním českým místodržitelem před zánikem Rakouska-Uherska jeho mladší bratr Max Julius Coudenhove.

## Životopis

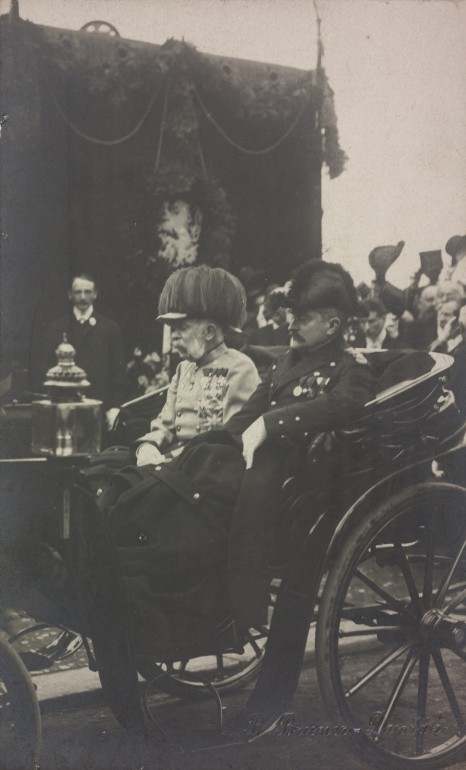
Hrabě Karl Coudenhove s císařem Františkem Josefem v Praze (1901)

Pocházel ze starého šlechtického rodu z Brabantska, jehož členové později vstoupil do služeb Habsburské monarchie a v roce 1790 získali říšský hraběcí titul. Narodil se jako druhorozený syn c. k. plukovníka a komořího Theophila Coudenhove (1803–1880) a Henrietty, rozené Auerspergové (1820–1873). Kariéru státního úředníka zahájil jako praktikant na moravském místodržitelství v Brně (1876), od roku 1879 působil u okresního hejtmanství v Šumperku. V roce 1881 byl jmenován c. k. komořím a v letech 1882–1886 byl místotajemníkem na ministerstvu orby ve Vídni. V letech 1886-1890 byl okresním hejtmanem v Karlových Varech, v roce 1890 byl přeložen do Prahy, kde byl od roku 1891 místodržitelským radou a referentem německé sekce Zemské školní rady. V roce 1893 obdržel titul dvorního rady. V letech 1894–1896 byl zemským prezidentem ve Slezsku a nakonec dlouholetým místodržitelem v Čechách (1896–1911). Od roku 1896 byl též c. k. tajným radou.
V Rakousku-Uhersku obdržel Řád železné koruny I. třídy (1898) a velkokříž Leopoldova řádu (1906). Jako dlouholetý místodržitel v Čechách získal také několik vyznamenání od zahraničních panovníků, byl nositelem perského Řád lva a slunce I. třídy (1900), velkokříže britského Viktoriina řádu (1904) nebo velkokříže Záslužného řádu bavorské koruny (1909).

## Rodina
Ve Vídni se 14. října 1886 oženil s hraběnkou Marií Františkou z Trauttmansdorff-Weinsbergu (28. ledna 1862 Vídeň – 27. ledna 1940 Bertholdstein), dcerou nejvyššího komořího císařského dvora Ferdinanda Trauttmansdorffa (1825–1896) a jeho manželky Marie Františky z Liechtensteinu (1834–1909). Marie byla dámou Řádu hvězdového kříže a c. k. palácovou dámou, po ovdovění vstoupila k sestrám benediktinkám u sv. Gabriela v Praze-Smíchově. Manželství zůstalo bez potomstva.
Nejstarší bratr Gerolf Edmund Coudenhove (1852–1897) byl c. k. komořím a vlastnil statky v Bavorsku, mladší bratr Max Julius Coudenhove (1865–1928) byl též vysokým státním úředníkem a před zánikem monarchie posledním místodržitelem v Českém království (1915–1918). Jejich vzdálení bratranci založili rodové linie Coudenhove-Kalergi a Coudenhove-Honrichs, vlastnili majetek v západních Čechách (Poběžovice) a na jižní Moravě (Kunštát).
Karlův švagr hrabě Alois Trauttmansdorff (1863–1915) byl též státním úředníkem a mimo jiné okresním hejtmanem v Tachově.